# Ein Mann im Haus
Ein Mann im Haus (1991) ist der kurze Debütroman der Lyrikerin Ulla Hahn. Er spielt, wie auch ihre späteren Romane Das verborgene Wort (2001) und Aufbruch (2009), in einer rheinländischen Kleinstadt nahe bei Köln. Auf Grund seines delikaten Themas (frustrierte Frau vergewaltigt ihren feigen Geliebten) und auf Grund der Bekanntheit der Autorin - Ulla Hahn, verheiratet mit dem SPD-Politiker Klaus von Dohnanyi, war kurz zuvor von Marcel Reich-Ranicki als eine der besten zeitgenössischen Lyrikerinnen bezeichnet worden - wurde Ein Mann im Haus bei seinem Erscheinen in der Fachliteratur sehr kontrovers diskutiert und selbst in der Boulevardpresse kommentiert.

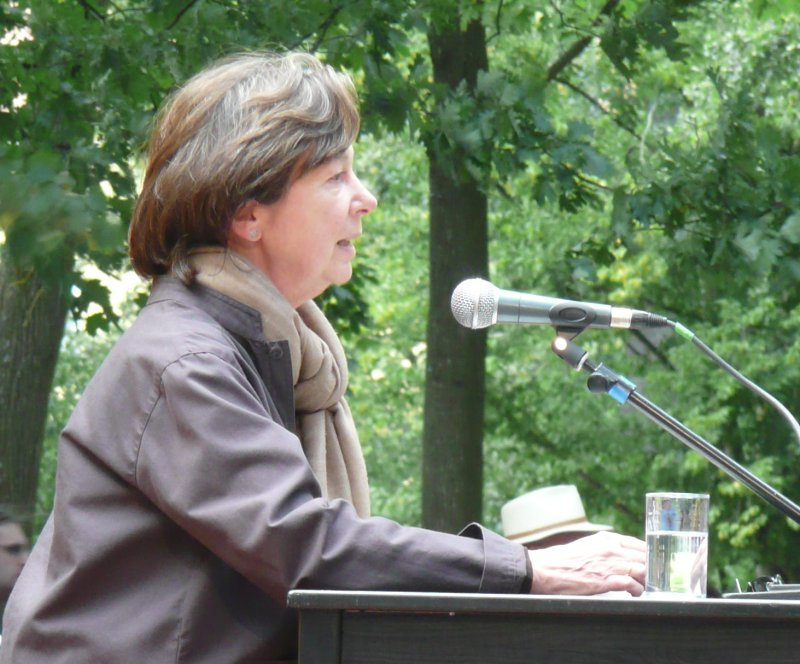
Ulla Hahn, 2009

## Inhalt
Die geschiedene Goldschmiedin Maria Wartmann lebt in einer katholischen Kleinstadt im Rheinland und hat seit Jahren ein heimliches Verhältnis mit Hans Egon (Hansegon), dem örtlichen Küster und Chorleiter, der mit der wohlhabenden Erbin der Wurstfabrik verheiratet ist und trotz anders lautender Versprechungen keine Scheidung riskieren will. Als Hansegon eines Tages zur Adventszeit sogar ankündigt, mal wieder mit seiner Frau verreisen zu wollen, wird Maria aktiv. Sie lockt den Geliebten zu einem gediegenen Abschiedsdinner in ihr Heim, mischt ihm Schlaftabletten in den Champagner, verfrachtet ihn in ihr Bett, knebelt das ahnungslose Opfer und bindet es mit goldenen Fesseln, die sie zuvor eigens dafür geschmiedet hat, an die Bettpfosten. Acht Tage lang, vom 1. bis zum 2. Advent, also gerade so lange, bis die "Wonnen der Wiederholung" einsetzen, wird der Küster nun zum Objekt ihrer Rache und Begierde. Durch ein kleines Loch in seinem Knebel flößt sie ihm pürierte Leckereien ein, kitzelt sein Künstlerohr mit Kirchenchorälen und klassischer Musik, liest ihm aus Goethes Fabel und Versepos Reineke Fuchs vor, vor allem aber verwöhnt und reizt ihn mit all den Sexspielchen, die die beiden auch bisher schon in verschiedenen Hotelzimmern praktiziert hatten, nur dass jetzt nicht mehr er, sondern sie es ist, die den Ton angibt: Sie „genoss ihre Macht, genoss es, Küstermann küssend zu unterwerfen. Es war süß, auf der Seite der Täter zu sein.“ Nicht ohne Sadismus führt sie ihm all die kleinen Demütigungen vor Augen, die sie unter ihm zu ertragen hatte: Sie stopft die entsprechenden Erinnerungsstücke in seine zu diesem Zweck von ihr angefertigte Totenmaske, die sie so neben dem Bett aufgestellt hat, dass er seinen Blick nicht davon abwenden kann.
Unterdessen brodelt unter den Damen des Städtchens die Gerüchteküche: Wo blieb ihr Chorleiter? War Herr Egon ohne seine Frau verreist? Vielleicht durchgebrannt? Hatte man ihn gar ermordet? Etwas seltsam sei er ja schon immer gewesen. - Am wenigsten besorgt gibt sich ausgerechnet seine eigene Frau, „die Egon war die Heiterkeit selbst.“ Auch sie scheint ihre neue Freiheit durchaus zu genießen.
Nachdem der Küster unter Marias Tortur allmählich sichtlich magerer und lethargischer geworden und der Müllsack in seiner Totenmaske mit peinlichen Erinnerungen randvoll gemästet ist, beschließt seine Peinigerin befriedigt, ihr mittlerweile völlig willenlos gewordenes Opfer von seinen Fesseln zu befreien, es ans Ufer des Rheins zu fahren und dort auszusetzen wie ein lästiges Haustier.
„Montag morgen meldete die Zeitung, der Küster sei verwahrlost, unterkühlt, durchnässt nahe bei Köln aufgegriffen worden. Trotz seines geschwächten Zustandes habe er sich mit letzter Kraft zur Wehr gesetzt, als man das Pflaster von seinem Mund entfernen wollte. Schließlich sei dies seiner eilends herangeschafften Frau mit einem Ruck gelungen, wobei der Mann, so das Blatt, in ein schmerzhaftes Wiehern ausgebrochen sei. Seither schweige er.“.

## Form
Der als „Roman“ deklarierte Text ist, seiner Form nach, streng genommen eine Novelle. Dazu gehört auch die für diese Gattung typische Verwendung von Dingsymbolen, wie beispielsweise die Gardenie, die als Blume der Romantik hier eine fast gegenteilige Funktion übernimmt und an entscheidenden Stellen immer wieder auftaucht. Das wichtigste, den Roman wie einen roten Faden durchziehende Dingsymbol aber ist die Totenmaske, die Maria von Hansegon anfertigt und neben ihm aufstellt. Während sie seinen Mundknebel nur mit einem dünnen Speiseröhrchen versieht, höhlt sie in die Maske ein riesiges Maul, durch das sie im Laufe des einwöchigen Martyriums alle jene Erinnerungsstücke wirft, die an die Heucheleien ihrer gemeinsamen Zeit gemahnen sollen. Auf diese Weise zwingt Maria ihren Küster gleichsam in effigie all die Vorwürfe zu schlucken, die sich im Laufe der Jahre angesammelt haben und die sie nun in diese Larve hineinstopft. Nachdem die Maske ihre Schuldigkeit getan hat, wird sie von Maria mit einer Krawatte erwürgt, lebt jedoch als einträgliches Weihnachtsgeschäft weiter: „Marias Renner zum Fest waren gehämmerte Masken mit weit geöffneten Mündern, aus Silber, aus Gold. Sie hingen unterm Tannenbaum an vielen Frauenhälsen, selbst Männer verschmähten sie nicht“ - so die letzten Sätze des Romans.
Wie ebenfalls für eine Novelle charakteristisch, begnügt sich der Text mit nur wenigen, sehr knappen Rückblenden und erzählt vorwiegend von einem einzigen unerhörten Ereignis: Er lebt von der provozierenden Idee, das aus der Liebesliteratur bekannte konventionelle Verhältnis von Mann und Frau radikal auf den Kopf zu stellen, und spielt sein Thema mit allen seinen, oft bewusst Ekel erregenden Nuancen konsequent durch. Obszönes wird ironisch verpackt. Maria redet mit ihrem „Hansegon“ wie mit einem „bockigen Kind“ und schlüpft selbst teils in die Rolle einer Domina, teils in die einer Krankenschwester, sodass Kinderreim und Fäkalsprache kombiniert auftreten. Ulla Hahns Beschreibungen wimmeln von literarischen Anspielungen, schwelgen in genüsslichen Übertreibungen und kontrastieren mühelos poetische Akrobatik und sarkastische Realität. Der Stil der Autorin ist deutlich von ihren bereits früher komponierten, ähnlich kompromisslosen Gedichten geprägt. Struktur und Erzählweise aber sind letztlich ebenso konventionell wie ihre Hauptfigur bieder. Maria ist nicht etwa eine politisch ambitionierte Emanze, Feministin oder gar Rachegöttin, sondern bleibt der verschmähte Single, der gern Ehefrau wäre.
Getreu dem von Friedrich Nietzsche geborgten Motto des Romans „Wovon man nicht laut spricht, das ist nicht da“, gerät Marias Rache zum bloßen Sprachspiel, zum epischen Experiment. Und das geht entsprechend harmlos aus, obwohl es sich permanent sehr waghalsig gibt. Zwar verliert das Schlafzimmer, in dem mehr als zwei Drittel des Romans spielen, schon sehr bald den Charakter einer Idylle und wird vom duftenden Liebesabenteuerspielplatz zur buchstäblich unangenehm stinkenden Hölle. Und was zunächst erotisch und stellenweise pornographisch scheint, wird mit ebendiesen Mitteln, allerdings zum Kalkül erstarrt und mit akribischer Kälte eingesetzt, zur obszönen Entlarvung des vermeintlich romantischen Miteinanders der Geschlechter. Der Leser aber, in seinen anfänglichen Erwartungen ähnlich düpiert wie die Romanfigur Hansegon selbst, wird durch den amüsierten Tenor der Novelle immer wieder eingeladen, deren artifiziellen spielerischen Charakter zu durchschauen und das Ganze letztlich, trotz zahlreicher Unappetitlichkeiten, als harmlose Unterhaltung verdauen.

## Rezeption
Der Roman Ein Mann im Haus löste bei seinem Erscheinen einen regelrechten Medienrummel aus. Die Fachkritik fand nur selten lobende Worte. Vielen galt die Geschichte als misslungen und in sich widersprüchlich. Andere wiederum lobten das Bizarre an der Erzählung und waren gerade von deren Brüchen fasziniert, da erst durch sie die thematischen Scheinheiligkeiten adäquat widergespiegelt würden.
Als besondere Schwachstellen werden im Allgemeinen die Passagen des Romans angesehen, in denen die Autorin die Schlafzimmerperspektive verlassen muss, um das Echo der Außenwelt miteinbeziehen zu können. Dazu bediene sie sich wiederholt der Figur der naiven kleinen Bärbel, einer in ihren Teddy verliebten Nichte des Opfers, die ihrer großen Freundin Maria, gleichsam teichoskopisch, aber sprachlich wenig authentisch, von den Reaktionen der sensationslüsternen Kleinstadtdamen berichte. Solche Kritik übersieht allerdings, dass die Autorin dieses Paar (Bärbel und ihren Teddy) nicht nur als erzähltechnischen Notbehelf benötigt, sondern damit ganz offensichtlich zwei positive Analogie- und Kontrastfiguren zu den beiden negativen Protagonisten (Maria und Hans) schaffen will. So erkennt denn auch Maria in Bärbel und deren verständnisloser Mutter ihre eigene Kindheit wieder: eine Spiegelung des unschuldigen Mädchens, das sie selbst einmal war und das ebenfalls unter seiner Mutter litt. Und das ramponierte Plüschtier, „sein Fell schmuddelig, die Schnauze blankgerieben von den zahlreichen Liebkosungen“, hat zweifellos symbolträchtige Ähnlichkeit mit Hans Egon, der am Schluss als „ungefüge Gliederpuppe“ beschrieben wird, als „warmer Balg, gestopft mit schlaffem Fleisch.“

## Veröffentlichungen
- Ein Mann im Haus [Roman], DVA, Stuttgart 1991, ISBN 3-421-06603-5 (Erstausgabe).

als Taschenbuch
- Ein Mann im Haus [Roman], dtv 12745, München 2000, ISBN 3-423-12745-7 (Zuvor: dtv 11895, München 1994, ISBN 3-423-11895-4).